# Pytania (gra)
Pytania to gra, w którą gra się, zadając pytania. Gra rozpoczyna się ‘serwem’ pierwszego gracza poprzez zadanie pytania(np. „Czy chciałbyś zagrać w pytania?”). Drugi gracz musi odpowiedzieć pytaniem(np. „Jak w to się gra?”). Każdy gracz musi szybko kontynuować konwersację przy użyciu jedynie pytań – bez wahania, stwierdzeń lub pytań bez związku. Zazwyczaj gra się w dwóch graczy, choć warianty dla wielu graczy również istnieją.

## Zasady
Punkty zdobywa się przez faul. Faule może powodować:
- stwierdzenie: gracz nie odpowiada pytaniem
- wahanie: odpowiedź zajmuje graczowi zbyt dużo czasu, wydaje nieartykułowane dźwięki lub zaczyna kilkukrotnie
- powtórzenie: gracz zadaje pytanie identyczne do lub synonimiczne z jednym, już zadanym
- retoryka: gracz zadaje pytanie retoryczne
- non sequitur: gracz odpowiada pytaniem niemającym związku z poprzednim.

Kiedy gracz popełni faul, jego przeciwnik zdobywa punkt. Pierwszy, który zdobędzie trzy punkty, wygrywa gem. Mecze gra się do trzech gemów.
W jednym z wariantów dla wielu graczy, gra jest rozgrywana z dwoma rzędami skierowanymi ku sobie. Dwóch oponentów na przedzie rzędów gra ze sobą i idzie na tył rzędu(lub drugiego rzędu) kiedy sfaulują. Punktację można wprowadzić, jakkolwiek się chce.
W innym wariancie gracze po prostu opuszczają grę po faulu.

## W popkulturze
Rosencrantz i Guildenstern nie żyją
Gra w Pytania pojawia się w sztuce Toma Stopparda, Rosencrantz & Guildenstern nie żyją oraz w skróconej wersji w adaptacji filmowej tegoż z 1990 roku. Poniższe jest cytatem ze sztuki:
```
   R: Moglibyśmy zagrać w pytania?
   G: Po co?
   R: Dla praktyki!
   G: Stwierdzenie! Jeden – zero.
   R: Oszustwo!
   G: Jak?
   R: Jeszcze nie zacząłem.
   G: Stwierdzenie. Dwa – zero.
   R: Ty to liczysz?
   G: Co?
   R: Czy ty to liczysz?
   G: Faul! Bez powtórzeń. Trzy – zero. Pierwszy gem dla...
```

Whose Line is it Anyway?
Wariacja jest również odgrywania w show Whose Line Is It Anyway?, gdzie utworzone jest specyficzne otoczenie, zaś gracze są wymieniani po faulu. Zasady określające faul nie są tak restrykcyjne w tej wersji gry, ponieważ celem jest zabawienie publiczności, a nie określenie, kto jest najlepszym graczem. Zostaje pozostawione ocenie gospodarza, kto „wyrzuci” faulującego gracza, tak, by utrzymać grę szybką i zabawną. (Gospodarz zazwyczaj wyrzuca gracza za stwierdzenie, wahanie lub wybuchanie śmiechem). Tak jak pozostałe gry w show, gra się bez określonego ilmitu czasu; na koniec gry gospodarz wskazuje „zwycięzcę”, który otrzymuje ustaloną z góry liczbę niemających znaczenia „punktów”.

## Publikacje
- Merilyn Simonds Mohr, Roberta Cooke (Illustrator), The Games Treasury: More Than 300 Indoor and Outdoor Favorites With Strategies, Rules and Traditions, wyd.Chapters Pub Ltd ISBN 1-881527-23-9.